# Palaemnema cyclohamulata
Palaemnema cyclohamulata – gatunek ważki z rodziny Platystictidae.